# Extinction Rebellion

Logo von XR: X-förmig stilisierte Sanduhr im Erdkreis, Massenaussterben symbolisierend

Die Extinction Rebellion (XR; deutsch ‚Rebellion gegen das Aussterben‘) ist eine radikale Umweltschutzbewegung mit dem erklärten Ziel, durch Mittel des zivilen Ungehorsams Maßnahmen von Regierungen gegen das Massenaussterben von Tieren, Pflanzen und Lebensräumen sowie das mögliche Aussterben der Menschheit als Folge der Klimakrise zu erzwingen. Sie ging im Jahr 2018 im Vereinigten Königreich aus verschiedenen Vorläufergruppen hervor. Im März 2020 war sie laut Eigenaussage in 67 Ländern auf sechs Kontinenten mit 1141 Ortsgruppen vertreten, in Deutschland waren im März 2020 über 130 aktive und in Gründung befindliche Ortsgruppen ausgewiesen, in der Schweiz 16, in Österreich 11.
Aufgrund von Gesetzesverstößen bei vielen Protestaktionen und Blockaden wird die Bewegung kritisiert, auch kam es bei Blockaden schon zu Festnahmen von Aktivisten. Am 14. Oktober 2019 erließ die Londoner Polizei ein Demonstrationsverbot für die Bewegung, das sie vier Tage später aufhob, da die Maßnahme wegen des Endes der Protestwelle nicht länger notwendig sei. Der britische High Court of Justice stellte am 6. November 2019 fest, dass dieses Demonstrationsverbot rechtswidrig war, weil getrennte Versammlungen keine öffentliche Versammlung im Sinne der Eingriffsgrundlage seien. 2023 nahm die Gruppe an den aufgrund ihrer Intensität international beachteten Klima-Blockaden in Berlin teil.
Die Bewegung ist Mitglied von Mutual Aid Disaster Relief.

## Geschichte
2015 gründeten Gail Bradbrook und George Barda im Vereinigten Königreich die Kapitalgesellschaft Compassionate Revolution Ltd. (englisch für ‚mitfühlende Revolution‘), die zunächst die Kampagne Rising Up! und schließlich Extinction Rebellion (XR) entwickelte. XR wurde im Oktober 2018 gegründet und erlangte rasch durch zunächst in London organisierte Massenproteste, Flashmobs und Sitzstreiks ein weltweites Medienecho. Das Logo wurde von dem unter seinem Pseudonym bekannten Streetart-Künstler ESP geschaffen. Es symbolisiert das durch menschliche Einflüsse hervorgerufene Artensterben. Der Kreis bildet die Erde als Lebensraum ab, das Sanduhr-Symbol steht dafür, dass die Zeit zur Rettung abläuft.

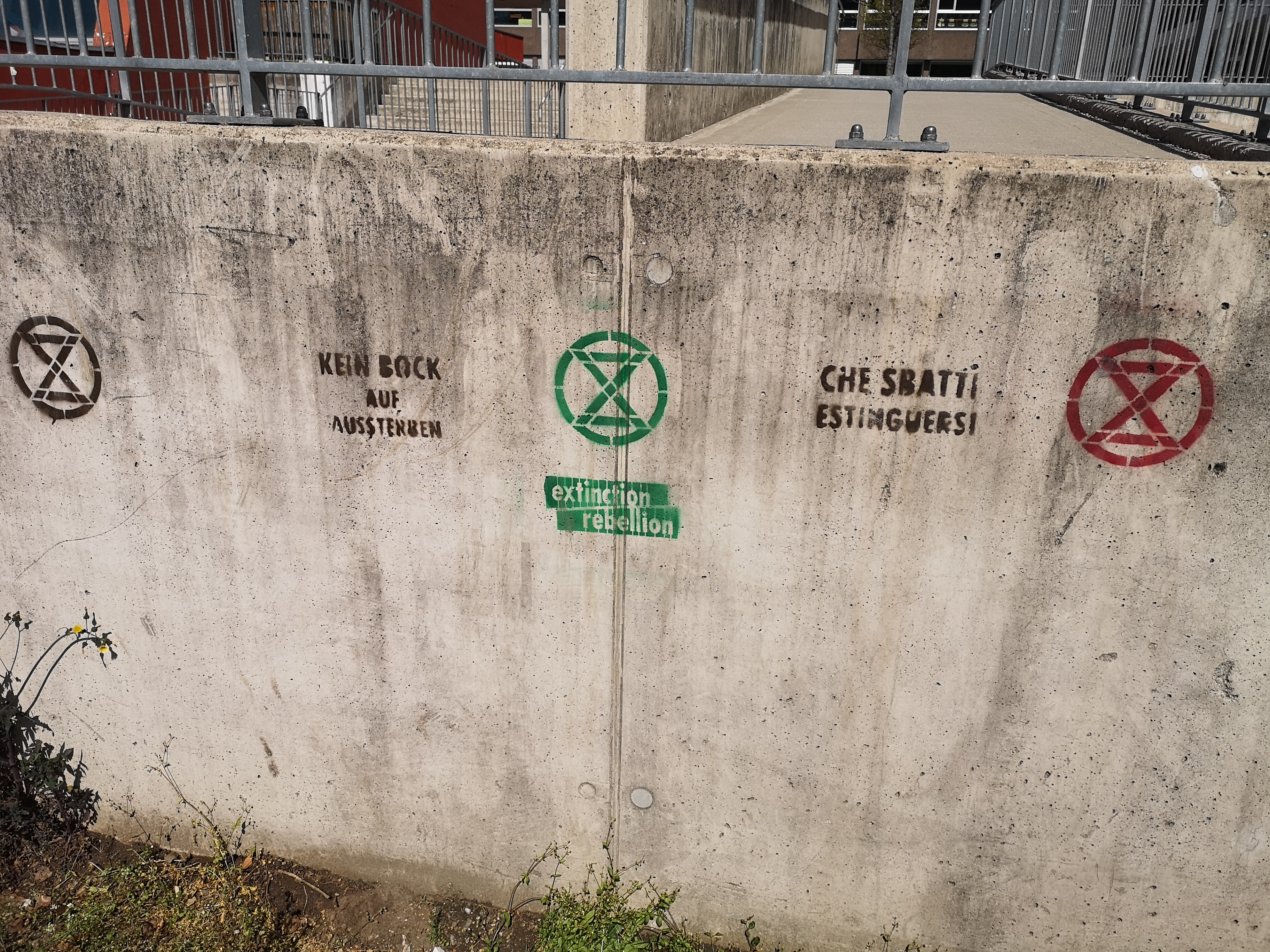
Mehrsprachiges Extinction Rebellion Graffiti in Bozen, 2022 – „Kein Bock (= Keine Lust) auf Aussterben. Che Sbatti Estinguersi.“ (ital. = Zuschlagen gegen das Aussterben.)

Am 31. Oktober 2018 starteten XR ihre Kampagne des zivilen Ungehorsams mit der Declaration of Rebellion. Im Rahmen dieser Veranstaltungen traten auch Greta Thunberg und die grüne Abgeordnete Caroline Lucas auf. Für Aufsehen sorgte am 17. November 2018, dem ersten von XR ausgerufenen Rebellion Day, die Blockade der wichtigsten Brücken über die Themse durch 6000 Demonstranten, von denen 85 wegen Verkehrsbehinderung festgenommen wurden. Am 9. Dezember 2018 wurde ein zweites offenes Unterstützungsschreiben veröffentlicht, das von weiteren hundert Wissenschaftlern unterzeichnet wurde. 2018 gründeten sich erste Extinction-Rebellion-Ortsgruppen in Deutschland, einer der Mitbegründer war Michael Timmermann. In der Öffentlichkeit tritt u. a. Annemarie Botzki als Sprecherin von XR Deutschland auf. Tino Pfaff war bis Sommer 2021 der Sprecher.
Im April 2019 erklärte Hannah Elshorst, ehemalige Sprecherin bei XR Deutschland, dass es viele Verbindungen zwischen XR und Fridays for Future (FFF) gebe. So nähmen Anhänger von XR auch an den Massendemonstrationen von FFF teil. Allerdings sei die Protestform von XR eine andere als die von FFF. „Die Schüler*innenstreiks haben zwar eine große Welle ausgelöst“, sie würden „aber in ihren Forderungen weitgehend ignoriert“. Nach Aussagen von XR-Anhängern im Vereinigten Königreich ist es für sie selbstverständlich, in der Tradition Mahatma Gandhis zu riskieren, für Aktionen inhaftiert zu werden. In der Karwoche 2019 nahm die Polizei in London fast 600 Aktivisten fest, die dort einem Aufruf von XR gefolgt waren, Straßen und Brücken zu blockieren.
Im Juli 2019 gaben die US-amerikanischen Philanthropen Aileen Getty, Rory Kennedy und Trevor Neilson die Gründung der Stiftung Climate Emergency Fund (CEF) bekannt, angeblich auch inspiriert durch XR-Aktionen im Vereinigten Königreich. Die Stiftung unterstützt Aktionen von XR in den USA. Auch andere Landesgruppen können sich um Fördermittel bewerben.
Um 2020 gründete sich der vor allem in Großbritannien aktive Ableger XR Money Rebellion (etwa: ‚Rebellion des Geldes‘), der neben öffentlichen Protestaktionen auch Kampagnen zum Nichtzahlen von Steuern auf kleine Einkommen oder Einkünfte kleinerer Unternehmen, Heizkosten und Zahlungen an auf fossile Energien fokussierte Unternehmen initiiert.
Anfang 2023 gab die britische Extinction Rebellion an, sich nicht mehr an dezentralen Aktionen wie dem Festkleben an Kraftverkehrsstraßen beteiligen zu wollen. Stattdessen wolle man auf eine breitere Mobilisierung hinwirken und kündigte dazu die Blockade des Westminster Palace in London an.

## Ziele und Methoden

Symbol von Extinction Rebellion

Extinction Rebellion hat als Ziel, die Klimakatastrophe abzuwenden und das voranschreitende Massenaussterben zu stoppen. Dafür werden drei Forderungen an die Politik gestellt:
1. Tell the truth – „Sagt die Wahrheit“: Die Wahrheit der klimatischen Veränderung und deren Folgen soll ins Bewusstsein der Öffentlichkeit gerückt werden, um die Dringlichkeit eines sofortigen Kurswechsels klarzumachen. Auf globaler Ebene wird das Ausrufen des Klimanotstands gefordert.[34] In Deutschland fordert Extinction Rebellion, dass die Bundesregierung „die existenzielle Bedrohung durch die ökologische Krise und ihre Ursachen und Folgen offiziell anerkennen“ solle.
2. Act Now – „Handelt jetzt“: Mit einem sofortigen Umsteuern in der Klimapolitik soll der Ausstoß sämtlicher fossiler Treibhausgase beendet sowie weitere Emissionen massiv reduziert werden. In Deutschland wird zudem gefordert, dass die Biodiversitäts- und die Klimakatastrophe aufgehalten werden müsse, indem auf eine Wirtschaftsweise umgestellt wird, die sich an den Konzepten Postwachstum und Planetare Grenzen orientiert. Der ökologische Raubbau soll eingedämmt und möglichst umgekehrt werden. Extinction Rebellion Global und einige Ländergruppen fordern noch Netto Null bis 2025.[35][36]
3. Beyond Politics – „Politik neu leben“ (in Deutschland: „Demokratie neu Leben!“): Auf Basis von partizipatorischer Demokratie in Form von „Bürger:innenräten“ sollen Wege zur Überwindung der Klimakrise entwickelt werden. Zufällig ausgewählte Bürger sollten über Maßnahmen gegen die ökologische Katastrophe und Maßnahmen für Klimagerechtigkeit beraten.[34]

In zwei aufwändigen Prozessen seit 2020 wurden alle drei Forderungen von XR Deutschland deutlich aktualisiert, ohne sich aber damit aus dem globalen XR Zusammenhang heraus zu lösen. Unter anderem wurde der Aspekt der globalen Gerechtigkeit stärker betont, die Netto Null - Forderung wurde durch absolute Minderungsziele ersetzt und mit Postwachstum und den Planetaren Grenzen wurde die ökologische Transformation durch umfangreiche Konzepte konkretisiert. Auch andere Ländergruppen haben inhaltliche Änderungen vorgenommen oder zusätzliche Forderungen ergänzt.
Gewaltfreiheit
Die Aktivisten von XR wollen Druck auf die politischen Entscheidungsträger ausüben, damit diese wirksam gegen die Zerstörung von Lebensräumen vorgehen. Dies soll durch gewaltfreie Aktionen des zivilen Ungehorsams passieren. So möchten zum Beispiel die XR-Gruppen im Vereinigten Königreich die logistische Infrastruktur der britischen Wirtschaft durch Brückenbesetzungen lahmlegen, um Aufmerksamkeit für ihre Ziele zu schaffen.
Roger Hallam zufolge, einem der Gründer von XR, sollen „Massenverhaftungen möglichst viel mediale Aufmerksamkeit auf sich ziehen – und eine politische Krise herbeiführen.“ XR gibt an, keine Gewalt anwenden zu wollen. Vor den Blockaden in Berlin im Oktober 2019 erklärte Tino Pfaff, Mitglied des Bundespresseteams von XR Deutschland, dass hunderte von Personen bereit seien, sich für Straßenblockaden und andere Protestformen festnehmen zu lassen. Nach seinen Worten begehen die Teilnehmer „keine Straftaten, maximal Delikte“.

## Aktionen (Auswahl)

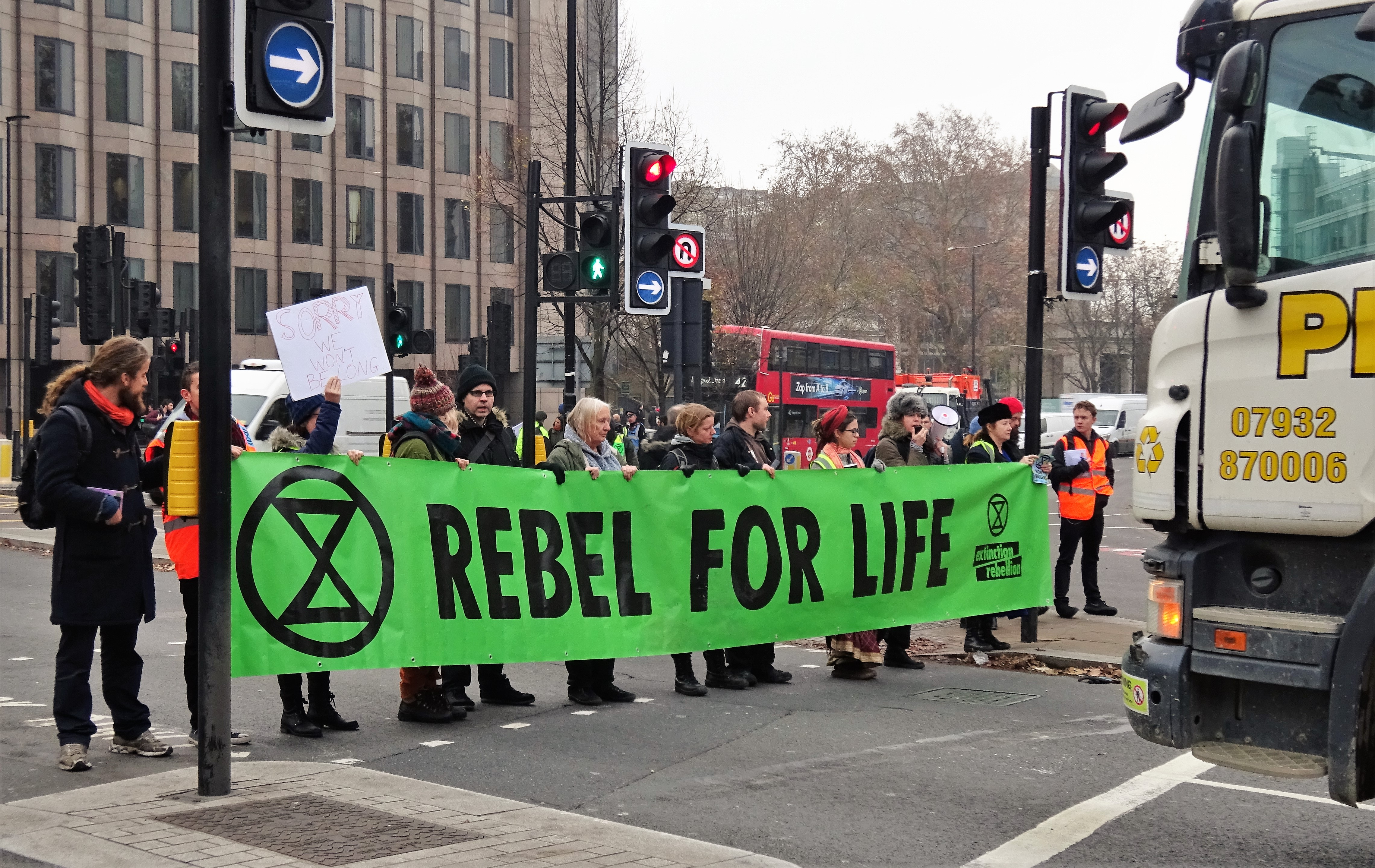
Aktion in Tower Hill, London im November 2018

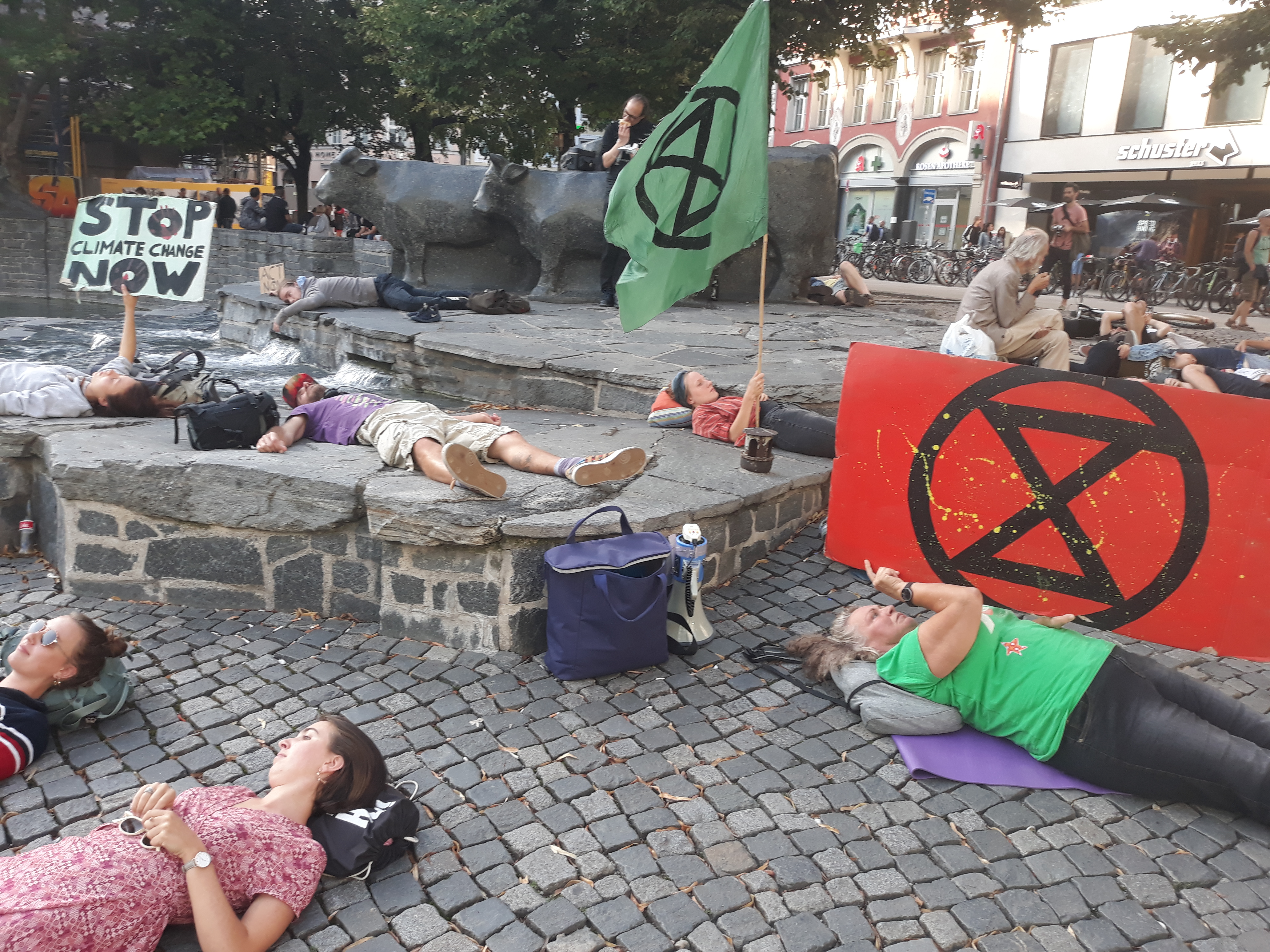
Die-in in München, 2019

Extinction Rebellion rief für die Woche ab dem 15. April 2019 international zu Aktionen auf. In mindestens 33 Ländern auf 6 Kontinenten waren Protestaktionen geplant, darunter Deutschland, das Vereinigte Königreich, Frankreich, Schweiz, Kolumbien, Kanada, die Vereinigten Staaten, Ghana, Australien und Neuseeland. Das Ziel der Rebellion ist, Regierungen zu zwingen, die Forderungen von Extinction Rebellion in die Tat umzusetzen. Für die Rebellionswoche waren verschiedenste Aktionen des gewaltfreien zivilen Ungehorsams geplant, unter anderem Brücken-, Straßen- und Hafenblockaden, außerdem kreative Proteste wie Die-in, Trauermärsche, Theater-Flashmobs. Die Polizeieinsätze gegen die Blockaden führten zu über 600 Verhaftungen.
In Deutschland fiel bisher besonders die Aktion am 11. Juni 2019 auf, als sich eine Reihe von Aktivisten von XR mit Fahrradschlössern um den Hals an den Zaun des Kanzleramts in Berlin ketteten.
In der Schweiz machte die Organisation am 6. Juni 2019 bei einer Aktion mit Kunstblut vor dem Bundeshaus in Bern auf sich aufmerksam und am 10. September 2019 färbte die Gruppierung die Limmat in Zürich mit Uranin giftgrün.
Extinction Rebellion rief für den 20. September 2019 gemeinsam mit Fridays for Future zum globalen Klimastreik auf. In der folgenden Woche wurde unter anderem mit United4Earth, IWW Environmental Unionist Caucus und Demand Utopia der Earth Strike am 27. September 2019 veranstaltet.
Am 3. Oktober 2019 wollten Aktivisten der Extinction Rebellion mithilfe eines alten Tanklöschfahrzeuges das britische Finanz- und Wirtschaftsministerium in London großflächig mit Kunstblut vollspritzen, verloren jedoch die Kontrolle über Feuerwehrschlauch und Strahlrohr, so dass überwiegend Straßengrund und Mitprotestanten mit der rot gefärbten Flüssigkeit bespritzt wurden. Es wurden fünf Frauen und drei Männer verhaftet.
Am 5. Oktober 2019 besetzten mehrere Hundert Aktivisten ein Einkaufszentrum im 13. Arrondissement in Paris. Zudem wurde am gleichen Tag mit dem Aufbau eines Klimacamps vor dem Kanzleramt in Berlin begonnen. Am 7. Oktober 2019 blockierten 1000 Aktivisten während des Berufsverkehrs den Großen Stern. Weitere 2000 Aktivisten blockierten den Verkehr am Potsdamer Platz. Der Verkehr sollte eine Woche lang gestört werden. Nach eigenen Angaben nahmen bis zum 13. Oktober bis zu 6000 Aktivisten an verschiedenen Blockaden in Berlin teil.
Am 17. Oktober 2019 wurden in der Londoner Station Canning Town bei einer U-Bahn-Blockade der Jubilee Line zwei Aktivisten der Extinction Rebellion von wütenden Pendlern vom Dach des Zuges gezogen und verprügelt, bevor sie von der Polizei verhaftet wurden. Der Bürgermeister Sadiq Khan verurteilte die Blockade nachdrücklich und gab an, dass diese Blockadeaktion eine unfaire Belastung für die ohnehin schon überlastete Polizei sei.
Am 16. November 2019 blockierten rund 100 Aktivisten für zweieinhalb Stunden die Zugänge zum General Aviation-Terminal am Flughafen Genf, um gegen Privatjets zu protestieren. Am 14. Dezember hat Extinction Rebellion mit rund 500 Aktivisten eine zentrale Straße in Lausanne blockiert.
Die Spree wurde am 11. Juni 2020 zwischen Schwarze Pumpe und Berlin an mehreren Stellen von Aktivisten mit dem grünen Farbstoff Uranin eingefärbt, um gegen die Wasserverschmutzung durch den Kohleabbau im Lausitzer Braunkohlerevier zu protestieren. Zeitgleich wurde die Rur im Rheinischen Braunkohlerevier eingefärbt.
Unter dem Motto Platzpark statt Parkplatz wurden im Sommer 2020 in mehreren deutschen Städten auf Parkstreifen an Straßenrändern bepflanzte Holzkisten aufgestellt, zum Teil kombiniert mit Fahrradständern, sogenannte Platzparks [sic!].
Am 2. Juli 2020 protestierten Aktivisten von XR und der Generationen Stiftung gegen die geplante Verabschiedung des Kohleausstiegsgesetzes am Folgetag und warfen Flugblätter in die Lobby des Bundestags.
Am 5. Oktober 2020 gab es in Berlin Protestaktionen am Bundesverkehrsministerium, am Bundesministerium für Ernährung und Landwirtschaft und im Regierungsviertel. Dabei wurde vorübergehend die Marschallbrücke blockiert. Am 6. Oktober 2020 wurde zeitweise auch das Haus der Wirtschaft in Charlottenburg besetzt, in dem sich der Hauptsitz des Deutschen Braunkohlen-Industrie-Vereins (DEBRIV) befindet. Am 9. Oktober 2020 klebten sich sieben Aktivisten an das Gebäude der Berliner Zentrale der Deutsche Einheit Fernstraßenplanungs- und -bau GmbH, um gegen den Weiterbau der A 49 in Hessen zu protestieren.
Aktion Heathrow Pause
Extinction Rebellion äußerte die Absicht, im Sommer 2019 den Flughafen London Heathrow als „größte britische Quelle von Treibhausgasen“ durch gezieltes Einfliegenlassen von ferngesteuerten Drohnen in den für solche Luftfahrzeuge gesperrten Luftraum des Flughafens für einen oder mehrere Tage vollständig lahmzulegen. Durchgeführt werden sollte die Aktion in Form eines riesigen Drohnen-Picknicks, bei dem die Teilnehmer Drohnen mitbringen. Diese Absicht wurde innerhalb der Organisation kontrovers diskutiert und fand nicht die Zustimmung der gesamten Bewegung. Wegen der als Heathrow Pause betitelten Aktion sollen Mitgründer Roger Hallam und ein weiteres Mitglied am 12. September 2019, einen Tag vor dem verlautbarten Beginn, festgenommen worden sein. Nach BBC-Angaben wurden fünf Verdächtige vorbeugend festgenommen, am 14. September wurden bereits 19 Festnahmen gemeldet. Der Flugbetrieb sei zu diesem Zeitpunkt nicht beeinträchtigt gewesen.
Im Sommer 2023 wurde trotz eines Verbots die Autobahn A12 nahe dem Parlaments- und Regierungsviertel in Den Haag blockiert. Rund 2.400 XR-Anhänger wurden festgenommen. Nach weiteren Blockaden im September und Oktober 2023 hat das niederländische Parlament die Regierung aufgefordert, Subventionen und Steuererleichterungen für Öl und Gas abzubauen. Noch im Jahr 2023 sollen konkrete Vorschläge vorgelegt werden. Als Reaktion darauf kündigte XR an, mit den Blockaden aufzuhören.
XR Drumming
Eine weitere Aktionsform ist das XR-Drumming, ein Netzwerk aus aktivistischen Trommelgruppen; die erste Gruppe wurde 2018 gegründet, das Netzwerk ist als "Protest Drummers Germany" organisiert. Die Gruppen trommeln Rhythmen und nutzen Zeichen, die vom "Rhythms of Resistance"-Netzwerk (RoR) entwickelt wurden. Sie verwenden ebenfalls pink und silber als Farben und agieren mit dem Prinzip „Taktische Frivolität“.

## Rezeption

### Unterstützung durch Offene Briefe
Extinction Rebellion wurde wiederholt durch offene Briefe Unterstützung zuteil. Ein erster Brief wurde am 26. Oktober 2018 in der britischen Zeitung The Guardian veröffentlicht und war von 94 Prominenten unterschrieben, überwiegend britische Wissenschaftler. Zu den Unterzeichnenden gehörten Prominente wie Alison Green, Joy Carter, Rowan Williams, Danny Dorling, Jem Bendell, Ian Gibson, Susie Orbach, David Drew, Molly Scott Cato und Shahrar Ali. Im Brief heißt es:
„Die Wissenschaft ist eindeutig, die Fakten sind unumstößlich und es ist für uns unerhört, dass unsere Kinder und Kindeskinder die schreckliche Last einer beispiellosen Katastrophe tragen müssen, die wir selbst verursacht haben. […] Unsere Regierung trägt eine Mitschuld an der Missachtung des Vorsorgeprinzips und am Versagen bei der Feststellung, dass ein unendliches Wirtschaftswachstum auf einem Planeten mit begrenzten Ressourcen nicht machbar ist. […] Wenn eine Regierung absichtlich ihre Verantwortung aufkündigt, ihre Bürger vor Schaden zu schützen und die Zukunft der kommenden Generationen zu sichern, hat sie ihre wichtigste Verantwortungspflicht nicht erfüllt. Der ‚Sozialvertrag‘ wurde gebrochen, und es ist daher nicht nur unser Recht, sondern unsere moralische Pflicht, die Untätigkeit und eklatante Pflichtverletzung der Regierung zu umgehen und zur Verteidigung des Lebens an sich zu rebellieren. Wir erklären daher unsere Unterstützung für die am 31. Oktober 2018 ins Leben gerufene Extinction Rebellion. Wir stehen voll hinter den Forderungen, dass die Regierung den Bürgern die harte Wahrheit sagt. Wir fordern, dass eine Bürgerversammlung mit Wissenschaftlern auf der Grundlage der vorhandenen Beweise zusammenarbeitet und im Einklang mit dem Vorsorgeprinzip dringend einen glaubwürdigen Plan für eine schnelle vollständige Entkarbonisierung der Wirtschaft entwickelt.“
Ein zweiter offener Brief wurde wenige Wochen darauf, am 9. Dezember 2018, ebenfalls im Guardian veröffentlicht, und er war diesmal von 100 Wissenschaftlern, Verfassern, Politikern und Aktivisten aus aller Welt unterzeichnet, darunter Prominenten wie Vandana Shiva, Naomi Klein, Noam Chomsky, A.C. Grayling, Philip Pullman, Rowan Williams, Bill McKibben, Tiokasin Ghosthorse, Esther Stanford-Xosei, Jonathon Porritt, Alison Green, Lily Cole, Chris Packham, Susie Orbach, Joy Carter und Jayati Ghosh Jawaharlal. Hierbei heißt es im Brief:
„Politische Führungen scheitern weltweit an der Thematisierung der Umweltkrise. Falls der weltweite Unternehmenskapitalismus die internationale Wirtschaft weiterhin antreibt, ist eine weltweite Katastrophe unausweichlich. […] Wir fordern zudem besorgte Weltbürger auf, gegen die gegenwärtige Selbstgefälligkeit in ihren jeweiligen Zusammenhängen, einschließlich der Verteidigung indigener Völker, der Entkolonialisierung und der wiedergutmachenden Gerechtigkeit, aufzustehen und sich dagegen zu organisieren – sich somit der globalen Bewegung anzuschließen, die sich nun gegen das Aussterben auflehnt (z. B. Extinction Rebellion im Vereinigten Königreich). Wir müssen gemeinsam alles tun, was gewaltlos notwendig ist, um Politiker und Wirtschaftsführer von der Aufgabe ihrer Selbstgefälligkeit und Leugnung zu überzeugen. Ihr ‚weiter so wie bisher‘ stellt keine Option mehr dar. Weltbürger werden dieses Versagen unserer planetaren Pflicht nicht länger hinnehmen. Jeder von uns, insbesondere in der materiell privilegierten Welt, muss sich zur Akzeptanz einer Notwendigkeit verpflichten, milder zu leben, deutlich weniger zu konsumieren und nicht nur die Menschenrechte, sondern auch unsere Verantwortung gegenüber dem Planeten zu achten.“
Anfang Oktober 2019 wurde ein an die Bundesregierung der Bundesrepublik Deutschland gerichteter offener Brief veröffentlicht. Dieser wurde von 90 Prominenten, darunter Anna Loos, Christian Ulmen, Fahri Yardım, René Pollesch, Christian Schwochow, Bela B, Rocko Schamoni und Bodo Wartke, unterzeichnet.

### Kritik
Der Soziologe Dieter Rucht schätzte die Bedeutung der Gruppe in Deutschland laut Die Zeit vom 5. Oktober 2019 als gering ein. Sie sei hierzulande relativ klein und die von ihr selbst angegebene Größe „ein Stück weit aufgeblasen, mehr Schein als Sein“. Da jedermann mit wenigen Mausklicks eine „Ortsgruppe in Gründung“ auf der Website angeben könne, sei „die Präsenz weitgehend eine Webpräsenz und keine physische Präsenz“.
Die Publizistin Jutta Ditfurth kritisierte die Gruppierung Anfang Oktober 2019. XR sei eine Kapitalgesellschaft, keine Graswurzelbewegung, sondern eine „esoterische Weltuntergangssekte“; das begründete sie laut Spiegel damit, die Bewegung sei „intellektuellenfeindlich“ und betreibe „Hyperemotionalisierung“; es handele sich nicht um ein „kritisches, rationales, linkes Projekt“, die Bewegung sei anschlussfähig nach rechts. Sie riet vor allem Kindern und Jugendlichen davon ab, an Aktionen der Gruppierung teilzunehmen. Im gleichen Artikel im Spiegel bescheinigte Arno Frank der Gruppierung eine eschatologische Weltsicht. Ditfurth sieht in XR ein „Projekt aus der PR-Retorte“ mit einer „sehr plumpen politischen Strategie“, die darauf basiere, Ängste zu schüren. XR hänge der Ideologie der so genannten Tiefenökologie an, die „ihre Wurzeln in einem faschistischen Menschenbild“ habe.
Ditfurths Thesen widersprach in der FAZ ausdrücklich die Autorin Stefanie de Velasco. „Die alteingesessene Linke scheint verunsichert durch diese neue Form des Protests“, so de Velasco.
Ein Artikel in The Guardian kritisierte, dass die Organisation überwiegend aus Mitgliedern mit weißer Hautfarbe bestehe und keine inklusive Kultur aufweise. Die Aktionen seien vor allem auf die Bedürfnisse und Erfahrungen der weißen Mittelschicht abgestimmt. So sei es unverantwortlich, Aktivisten mit schwarzer Hautfarbe dazu aufzurufen, sich von der Polizei verhaften zu lassen.
Der Journalist Simon Sales Prado bezog sich im Oktober 2019 in einem TAZ-Artikel auf ein wenige Tage zuvor in der Zeit veröffentlichtes Interview mit Roger Hallam, dem Mitbegründer der britischen XR. Hallam hatte demnach gesagt, dass bei der XR auch Leute mitmachen könnten, die „ein bisschen rassistisch oder sexistisch“ denken würden. Umweltschutz sei das oberste Ziel. Prado kommentierte, die Extinction Rebellion sei, „wie so viele Klimabewegungen vor allem eines: weiß.“ Eine Bewegung, die sich selbst ernst nehme, müsse jedoch intersektional denken, Rassismus und Sexismus ablehnen und sie müsse auch den Kapitalismus kritisieren. Dem entgegneten die Sprecher von XR Deutschland, Hannah Elshorst und Tino Pfaff, man sei sich bewusst, dass man Teil von ausbeuterischen Strukturen sei, die auf Rassismus und Sexismus gründeten, allerdings sollte beides bei XR nicht geduldet werden.
Der konservative britische Think Tank Policy Exchange publizierte im Juli 2019 einen Bericht über die Ideologie und Taktik der Extinction Rebellion. Neben einer ehrlichen Besorgnis über den Klimaschutz bei vielen XR-Aktivisten stehe demnach in der Führungsebene der Bewegung eine „subversive Agenda, die in einem politischen Extremismus aus Anarchismus, Ökosozialismus und antikapitalistischem Ökologismus wurzelt“. Die Taktik des bewussten Gesetzesbruchs führe zur Destabilisierung der demokratischen Ordnung und des Rechtsstaates. Einer der Autoren, Richard Walton, ist ehemaliger Leiter der Terrorismusbekämpfungs-Einheit des Metropolitan Police Service.
Der deutsche Philosoph Robin Celikates ist hingegen der Auffassung, dass Klimaschützer Gesetze brechen dürfen, „wenn der Protest darauf abzielt, die Demokratie zu stärken“. Ziviler Ungehorsam habe in der jüngeren Geschichte „eine demokratiefördernde Funktion“. Dabei verweist Celikates auf die Philosophen Hannah Arendt und Jürgen Habermas sowie die Bürgerrechtsbewegung in den USA. „Viele der demokratischen Errungenschaften, die wir heute für gegeben halten, seien erst durch zivilen Ungehorsam erreicht worden.“ XR Pressesprecher Tino Pfaff bekräftigte Celikates Einschätzung. Die Bewegung wolle „die Demokratie schützen und bewahren“.
Der stellvertretende Chefredakteur des Independent Sean O’Grady meinte, XR werde im Endeffekt wenig bewegen, da sie nicht zwischen Protest und Überzeugung unterscheide. Die Extinction Rebellion entfremde sich von den Menschen, sie sehe lediglich aus wie „eine Gruppe zorniger Leute, die schreien und Dinge werfen. Ihr Übermaß an Leidenschaft kompensiert nicht ihre Seltsamkeit, und sie scheitern dabei, ordentliche Leute zu überzeugen, die mit ihrem Anliegen sympathisieren, aber keine Mörder der Erde sind. […] Es braucht politische Aktivitäten, innerhalb des Mainstreams des politischen Systems – Gesetze, Regeln, Steuern, Anreize, keine direkten Aktionen.“

### Wissenschaftliche Rezeption

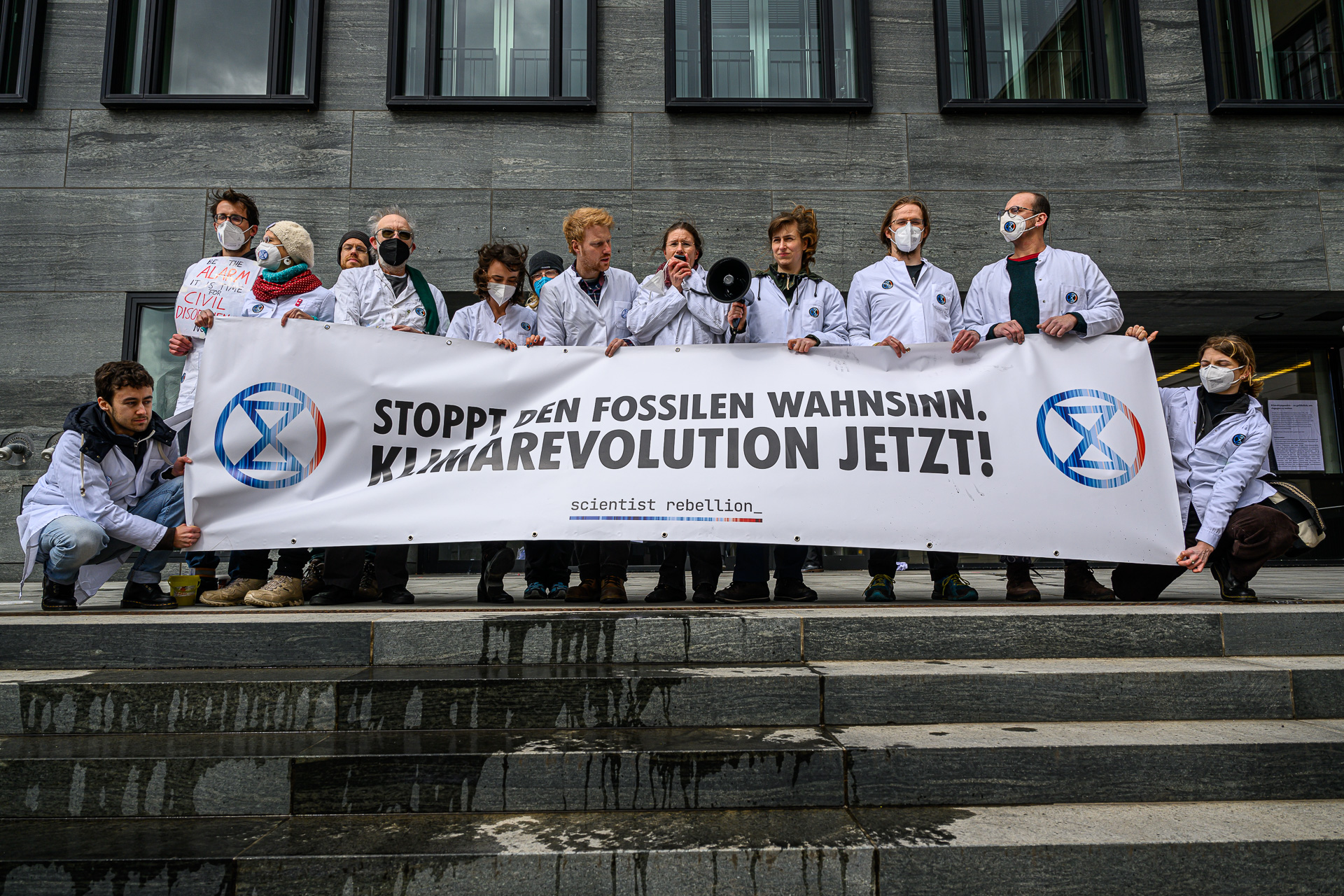
Eine Gruppe von Scientist Rebellion vor dem Bundesverkehrsministerium

Der Religionswissenschaftler Alexander-Kenneth Nagel analysiert Extinction Rebellion als Phänomen moderner Apokalyptik: Ein Notstand werde ausgerufen, der auch außergesetzliche Maßnahmen rechtfertige, da andernfalls eine Katastrophe planetaren Ausmaßes drohe („sieben Milliarden Tote in den nächsten Jahrzehnten“, Roger Hallam), ein „Genozid durch Unterlassen“. Der Offenbarungsgestus der Bewegung entspreche der religiösen Apokalyptik, insofern auf ein Erkennen der Wahrheit abgezielt werde, als deren Quelle aber nicht eine religiöse Offenbarung, sondern die moderne Wissenschaft gelte. Die Zeit werde, wie in anderen apokalyptischen Bewegungen auch, in „Krise – Gericht – Erlösung“ gegliedert, wobei die Sprechsituation vor dem Gericht liege. Explizit spricht Hallam von einem „Tribunal der Generationen“, vor das die als verblendet dargestellten Älteren von den Jüngeren gestellt würden. Hier gebe es, wie für apokalyptische Bewegungen typisch, nur Freund oder Feind, Unterstützer oder Gegner. Nagel vergleicht die Parusieerwartung der Alten Kirche mit der relativ exakten Naherwartung von Extinction Rebellion, die innerhalb der nächsten Jahrzehnte terminiert werde. Typisch apokalyptisch sei schließlich auch die genaue Beschreibung der neuen Gesellschaftsordnung nach Revolution und Klimarettung, die die Bewegung anbiete.

## Medienberichterstattung
Die Analyse der „Rebellion Wave“ im Oktober 2019 zeigt, dass die Bewegung mehr als 70.000 Mal in Online-Medienberichten erwähnt wurde. Davon entfielen 43,5 % der Online-Berichterstattung auf das Vereinigte Königreich, gefolgt von 15,2 % auf Deutschland, 14,6 % auf Australien und 12,1 % auf die USA.